# Lophotriccus vitiosus
Lophotriccus vitiosus е вид птица от семейство Tyrannidae.

## Разпространение
Видът е разпространен в Бразилия, Гвиана, Еквадор, Колумбия, Перу, Суринам и Френска Гвиана.